# Karin Gastinger
Karin Gastinger (* 11. März 1964 in Graz als Karin Roditsch; bis 23. Juli 2005 Karin Miklautsch) ist eine österreichische Juristin und Politikerin. Als Parteilose war sie ab 25. September 2006 Bundesministerin für Justiz (BZÖ) in der Bundesregierung Schüssel II.

## Biografie
Ihr Studium der Rechtswissenschaften schloss Gastinger mit der Sponsion zur Magistra der Rechtswissenschaften (Mag. iur.) in Innsbruck ab. Praktische Erfahrung sammelte sie in ihrem Gerichtspraktikum in Klagenfurt und in einer Klagenfurter Rechtsanwaltskanzlei. Beruflich wirkte sie als Juristin in der Abteilung für Umweltschutzrecht in der Kärntner Landesregierung. 1999 wurde sie zur Leiterin der Abteilung für Wasserrecht befördert.
Am 25. Juni 2004 wurde Miklautsch von der FPÖ als Nachfolge des zurückgetretenen Dieter Böhmdorfer (FPÖ) als parteifreie Bundesministerin für Justiz vorgeschlagen. Die Entscheidung, die bis dahin weitgehend unbekannte Miklautsch als Nachfolgerin für Böhmdorfer zu bestellen, sorgte in der österreichischen Innenpolitik für Verwunderung.
Im August 2004 verstarb Edwin Ndupu in der Justizanstalt Stein nach offiziellen Angaben an einer Fettembolie nach selbstzugefügten Verletzungen ohne Fremdverschulden. Medien berichten später, dass 15 speziell trainierte Justizbeamte Edwin Ndupu so lange verprügelt haben, bis dieser nicht mehr aufstehen konnte und es wird ein Tränengas-Einsatz in geschlossenen Räumen von Medien und parlamentarischen Anfragen erwähnt. Im Oktober 2004 empfing Justizministerin Miklautsch 11 dieser 15 Beamte im Ministerium und sprach den Beamten ihre Verbundenheit und Anerkennung für den Einsatz aus. Die Beamten erhielten weiters 2000 Euro pro Person als Entschädigung, da Ndupu HIV-positiv war. Eine Klärung des Sachverhaltes durch eine objektive externe Untersuchungskommission wurde abgelehnt.
Auf weitgehende Ablehnung bei den anderen Parteien und bis auf wenige Ausnahmen auch bei der FPÖ stieß im Herbst 2004 ihr Vorschlag, zur Entlastung der Justizwache Präsenzdiener des Bundesheeres in Gefängnissen zum Assistenzeinsatz zu berufen. Dieser Vorschlag wurde mittlerweile in die Tat umgesetzt; Angehörige des Bundesheeres, jedoch nur Berufssoldaten und keine Präsenzdiener, leisten Assistenzeinsatz, indem sie Hilfsdienste leisten, die keinen Direktkontakt mit Häftlingen beinhalten (z. B. als Kraftfahrer).
Weitere Schwerpunkte ihrer Initiativen für den österreichischen Strafvollzug waren der erste Einsatz von elektronischen Fußfesseln bei bedingten Entlassungen sowie die Einführung von gemeinnütziger Leistung statt Ersatzfreiheitsstrafen. Für mediales Aufsehen sorgte Gastingers Eintreten für eine Neudefinition des Familienbegriffs und ihr Engagement für erweiterte Rechte für moderne Stieffamilien und für Stiefeltern, aber auch ihr Einsatz für ein staatliches Partnerschaftsmodell für gleichgeschlechtliche Lebensgemeinschaften, mit dem sie aber sowohl parteiintern wie auch beim Koalitionspartner scheiterte.
Nach der Abspaltung des BZÖ von der FPÖ im April 2005 verblieb auch Gastinger, wie die FPÖ/BZÖ-Minister, in der Koalitionsregierung mit der ÖVP und trat in der Folge der neuen Partei bei. Am 17. April 2005 wurde sie zur Stellvertreterin des geschäftsführenden Obmanns des BZÖ Jörg Haider gewählt. Im Vergleich zu ihren Parteikollegen vom BZÖ zeichnete sie sich durch eine liberalere Haltung aus, die auch von der ÖVP nicht geteilt wird.
Während des Wahlkampfes zur Nationalratswahl 2006 wurde sie am 25. Juli 2006 vom BZÖ zur Spitzenkandidatin in der Steiermark nominiert.
Am 25. September 2006, sechs Tage vor der Nationalratswahl, gab Gastinger in einem Interview mit der Tageszeitung Kurier bekannt, aus dem BZÖ auszutreten. Sie begründete diesen Entschluss damit, dass sie „in keiner politischen Bewegung tätig sein will, die ausländerfeindlich ist, die mit Ängsten operiert“ und nennt als Anlass die Forderung des BZÖ-Parteiobmannes und Spitzenkandidaten Peter Westenthaler, in den nächsten Jahren 300.000 Ausländer abschieben zu wollen.
Nach dem Ende ihrer politischen Laufbahn trat Gastinger 2007 als Partnerin und Geschäftsführerin in das Beratungsunternehmen Beyond Consulting (ehemals Deloitte Consulting Österreich) von Helmut Kern ein, das seit 1. Februar 2010 zur Agentur Price Waterhouse Coopers gehört.
Anfang Oktober 2016 wurde bekannt, dass sie ab Jänner 2017 am Bundesverwaltungsgericht tätig sein würde. Sie ist seitdem Richterin an diesem Gericht.

### Korruptionsvorwürfe
Telekom-Affäre
Im Zuge der sogenannten Austria-Telekom-Affäre wurden von der Staatsanwaltschaft Graz ab Anfang August 2012 auch gegen Karin Gastinger Ermittlungen wegen des Verdachts der illegalen Parteienfinanzierung sowie der Vergabe von Scheinangeboten und Preisabsprachen eingeleitet. Neben weiteren Zahlungen, waren 2006 von der Telekom Austria 240.000 Euro für den Vorzugsstimmenwahlkampf der damaligen Justizministerin an eine BZÖ-nahe Werbeagentur geflossen. Da Gastinger kurz vor der Wahl zurücktrat, wurde die Kampagne jedoch abgesagt und ein Großteil der Mittel an die Partei weitergeleitet.
Die Ermittlungen gegen Gastinger wurden im September 2013 eingestellt. Der Leiter der Staatsanwaltschaft Thomas Mühlbacher begründete die Entscheidung damit, dass Gastinger "nicht bewusst war, woher die Mittel gekommen sind". Eingestellt wurde auch das Verfahren gegen ihren damaligen Kabinettschef Michael Schön. Die für Gastingers Kampagne zuständige Werbeunternehmerin Tina H. wurde zu 20 Monaten bedingter Haft verurteilt.
Das Verfahren (Telekom IV) endete am 14. September 2013 in erster Instanz mit Schuldsprüchen gegen den Lobbyisten Peter Hochegger (30 Monate Haft), den BZÖ-Abgeordneten Klaus Wittauer (2 Jahre, davon 3 Monate unbedingt), den Werbeunternehmer Kurt Schmied (30 Monate, davon 5 Monate unbedingt) und Gastingers damaligen Pressesprecher Christoph Pöchinger (2 Jahre, davon 8 Monate unbedingt). Der ehemalige Telekom-Vorstand Rudolf Fischer wurde in dieser Causa freigesprochen, das Verfahren gegen den BZÖ-Bundesgeschäftsführer Arno Eccher wurde aufgrund weiterer Zeugeneinvernahmen weitergeführt. Das BZÖ wurde zur Rückerstattung der kompletten Schadenssumme von 960.000 Euro an die Telekom verurteilt.
Intervention für bwin-Vorstände
Am 15. September 2006 wurden die beiden Vorstände des österreichischen Wettunternehmens bwin Norbert Teufelberger und Manfred Bodner auf einer Pressekonferenz in Monaco wegen Vergehen gegen das französische Glücksspielgesetz verhaftet. Nach einer Befragung durch einen Untersuchungsrichter wurden die beiden Vorstände am Abend des 18. September 2006 gegen eine Kaution wieder aus der Haft entlassen. Für die schnelle Haftentlassung der beiden Vorstände intervenierte Gastinger in ihrer Funktion als Justizministerin bei den französischen Behörden. Gastinger soll dafür nach ihrem Rückzug aus der Politik einen Beratervertrag vom Glücksspielunternehmen erhalten haben.

## Familie
Am 23. Juli 2005 heiratete sie Heinz Gastinger und nahm den Familiennamen ihres Ehemannes an; Sohn Max kam am 19. Juli 2006 zur Welt.

## Publikationen
- „Prüfung des öffentlichen Sektors“. Linde Verlag, 2011, ISBN 978-3-70731491-5